# Sluneční kruh
Sluneční kruh či solární cyklus (lat. circulus solaris, cyclus solaris) je kalendářní cyklus 28 let, ve kterém se v juliánském kalendáři opakují roky, ve kterých připadají dny v týdnu na stejná data. Na základě slunečního kruhu byla jednotlivým rokům přiřazována tzv. nedělní písmena. Název je v konstrastu k devatenáctiletému měsíčnímu kruhu (Metonův cyklus), ve kterém se přibližně opakují stejná epakta (měsíční fáze), oba tyto cykly se využívaly pro výpočet data Velikonoc.
V židovské tradici je znám též pod názvem velký cyklus a začíná, když jarní rovnodennost připadá na úterní západ slunce. To začíná čtvrtý den židovského týdne, ve kterém dle Tóry Bůh stvořil slunce a oslavuje se obřadem Požehnání slunce.

## Princip kruhu
Kruh vychází z pravidelného čtyřletého cyklu přestupného roku juliánského kalendáře a sedmidenního týdenního cyklu, délka cyklu je dána jejich násobkem (4×7). Běžný rok trvá 52 týdnů a 1 den, proto se den v týdnu každý rok posune o jeden den, například po roce začínajícím a končícím pondělím následuje rok začínající úterým. V přestupném roce je navíc v únoru přidán přestupný den, který způsobí posun dní v týdnu oproti běžnému roku a celkový posun v přestupném roce je tedy o dva dny v týdnu. Během 28 let tak dojde k 35 změnám dne v týdnu, 28 na konci každého roku a 7 navíc v každém čtvrtém, přestupném roce.
Začátek kruhu byl stanoven na přestupný rok začínající pondělím a kruh končí běžným rokem s nedělí 1. ledna. Kruh byl takto stanoven podle chronologa Scaligera proto, aby začínal rokem 328, prvním přestupným rokem po nikajském koncilu roku 325, na kterém byla určena pravidla pro datum Velikonoc. V té době se ještě nepoužíval křesťanský letopočet, začátek slunečního kruhu se proto nekryje se začátkem letopočtu: začátek kruhu připadá na rok 9 př. n. l., rok 1 je tedy 10. rokem kruhu.

## Výpočet roku v kruhu
Pro výpočet, kolikátý rok kruhu je daný rok letopočtu, je potřeba vyrovnat posun kruhu vůči letopočtu a vypočítat zbytek po dělení 28. To lze provést dvěma způsoby:
1. {\displaystyle k=(rok+9)\mod 28}
2. {\displaystyle k=(rok+8)\mod 28+1}

Kde k je pořadí roku ve slunečním kruhu a mod zbytek po dělení (operace modulo). První vzorec dává výsledky 0–27, tedy 0 značí 28. rok kruhu, v druhém případě je výsledek 1–28.

## Nedělní písmena a konkurenty
Pro každý běžný a každý přestupný rok existuje sedm možných uspořádání dní v týdnu podle toho, kterým dnem rok začíná. Tyto varianty se během slunečního kruhu vystřídají tak, že se vyskytne po jedné každá varianta přestupného roku a třikrát každá varianta nepřestupného roku. Jednotlivé varianty nepřestupného roku byly označeny latinskými písmeny A–G, které abecedním pořadím odpovídaly datu první neděle v daném roce. Varianty přestupných let byly označeny dvojicí nedělních písmen, kdy první písmeno označovalo uspořádání dní v týdnu pro období roku před přestupným dnem a druhé písmeno pro zbytek roku. Tak bylo možné pracovat v kalendářních výpočtech a tabulkách jen se sedmi možnostmi místo 28 slunečního kruhu.
| Sluneční kruh   | 1  | 2 | 3 | 4 | 5  | 6 | 7 | 8 | 9  | 10 | 11 | 12 | 13 | 14 | 15 | 16 | 17 | 18 | 19 | 20 | 21 | 22 | 23 | 24 | 25 | 26 | 27 | 28 |
| --------------- | -- | - | - | - | -- | - | - | - | -- | -- | -- | -- | -- | -- | -- | -- | -- | -- | -- | -- | -- | -- | -- | -- | -- | -- | -- | -- |
| Písmeno nedělní | GF | E | D | C | BA | G | F | E | DC | B  | A  | G  | FE | D  | C  | B  | AG | F  | E  | D  | CB | A  | G  | F  | ED | C  | B  | A  |

Obdobným způsobem byly jednotlivým rokům slunečního kruhu přiřazovány i tzv. konkurenty, čísla 1–7 odpovídající dnu v týdnu (počínaje nedělí) připadající na 24. březen. Ty se využívaly při výpočtu Velikonoc, které se pohybují mezi 22. březnem a 25. dubnem. V kombinaci s tzv. slunečními reguláry bylo možné určit i dny v týdnu pro jednotlivé měsíce roku.

## Gregoriánský kalendář
Problém nepřesné délky roku juliánského kalendáře a tím narůstající posun kalendáře vůči tropickému roku (posun data jarní rovnodennosti) řešila gregoriánská reforma kalendáře. Ta zavedla přesnější pravidla přestupných let, kterým se jejich cyklus prodloužil ze 4 na 400 let. Tím se ale neúměrně prodloužil i sluneční cyklus, proto se pro výpočet dní v týdnu i nadále používal kruh 28 let doplněný o korekci podle toho, do kterého století rok náležel.